# Peromyscopsylla ino
Peromyscopsylla ino är en loppart som beskrevs av Nakagawa et Sakaguti 1959. Peromyscopsylla ino ingår i släktet Peromyscopsylla och familjen smågnagarloppor. Inga underarter finns listade i Catalogue of Life.